# Jan Snellinck II
Pour les articles homonymes, voir Snellinck.
Ne pas confondre avec Jan Snellinck (c. 1549-1638) et Jan Snellinck III (baptisé en 1640-avant 1691)
Jan Snellinck II, Jan II Snellinck ou Hans Snellinck II, né en 1575 ou en 1580 à Anvers et mort après 1627, est un peintre flamand.

## Biographie
Jan Snellinck II était le fils aîné de Jan Snellinck I. En 1606 il était dans la guilde d'Anvers, et en 1614 il est mentionné comme étant à Rotterdam, alors qu'en 1627 il était à Amsterdam. Il a épousé Adriana Caymocx. Il était peut-être le père d'Abraham.

## Références

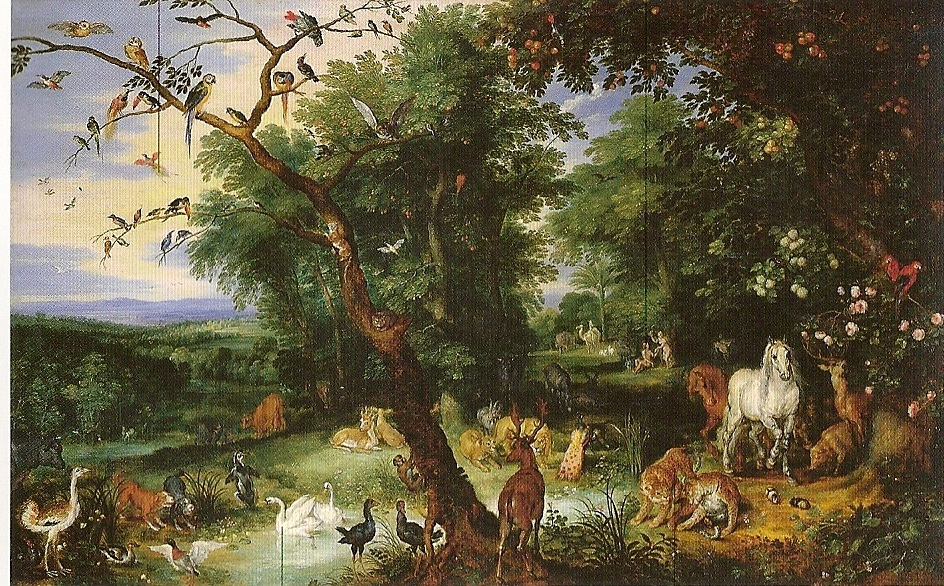
Paysage, Castello Sforzesco
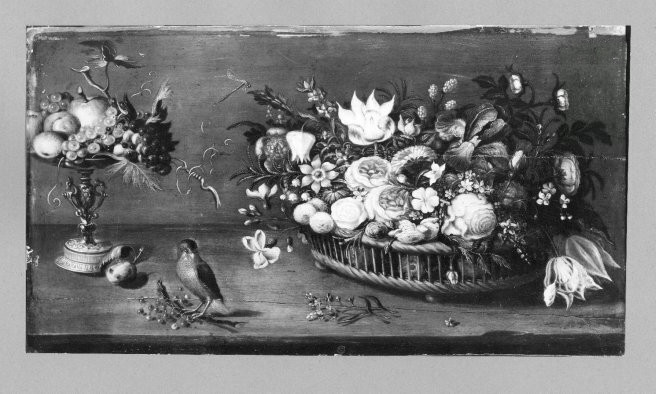
Nature morte